# Stadion Tušanj
El Stadion Tušanj es un estadio multiusos ubicado en la ciudad de Tuzla, Bosnia y Herzegovina. El estadio fue inaugurado el 28 de julio de 1957, cuenta con una capacidad de 15 000 espectadores y está destinado, principalmente, para la práctica del fútbol. El club de la ciudad, el Sloboda Tuzla de la Liga Premier de Bosnia y Herzegovina, disputa aquí sus partidos como local.
El estadio se encuentra actualmente en fase de reconstrucción, que tiene el objetivo de mejorar las condiciones de las gradas y las instalaciones auxiliares, y el establecimiento de normas a nivel mundial. Después de la renovación, el estadio será capaz de dar cabida a más de 20 000 espectadores.